# Ski
Ski község Norvégiában. Follo megye közepén fekszik, a legnépesebb község a megyében. Az adminisztratív központ Ski város, amely Follo legnagyobb városa és nem hivatalos központja is egyben.

## Sport
Ski községben több sportcsapat is működik. Legtöbbjük utánpótlás- vagy amatőrcsapat. A legismertebb a Follo FK labdarúgócsapata Ski városban. A klub több helyi egyesülettel is kapcsolatban áll, van egy másodosztályú csapata is, korábban megjárta az első és a harmadik osztályt, kétszer volt kupadöntőben.

## Testvérvárosai
Ski testvérvárosai a következők:
- Gladsaxe
- Pirkkala
- Viimsi Parish[3]
- Solna[4]